# Mabouya Valley
Mabouya Valley är en dal i Saint Lucia. Den ligger i kvarteret Dennery, i den centrala delen av landet. Mabouya Valley ligger på ön Saint Lucia.